# Viriato Teles
Viriato Teles (Ílhavo, 27 de Março de 1958) é um jornalista e escritor português. Trabalhou nas redacções de diversos jornais e revistas e participou como autor, repórter e editor em diversos programas de rádio e televisão. É autor de vários livros de poesia e reportagem. 

## Biografia
Viriato Teles nasceu em Ílhavo em 1958 e começou a escrever para jornais aos 15 anos.
Entre 1976 e 1982 frequentou sucessivamente o Instituto Superior de Contabilidade e Administração de Aveiro e a Faculdade de Letras da Universidade de Lisboa. 
Jornalista profissional desde 1979, trabalhou nos jornais O Diário, Se7e, O Jornal, O Inimigo, na revista Visão e em diversos programas de rádio, na Antena 1 e na TSF, e televisão, na RTP e na SIC. Escreveu guiões e realizou filmes documentais sobre cidades portuguesas e estrangeiras e efectuou reportagens em vários países da Europa e da América Latina. Também foi, entre 1997 e 2001, chefe de redacção do semanário Grande Amadora. 
Tem poemas dispersos por várias publicações, parte dos quais reunidos em 1998 no volume Margem para Dúvidas. Participou com ficções e textos poéticos em algumas obras colectivas e está representado em várias antologias, em Portugal e no estrangeiro.
De parceria, entre outros, com o compositor Eduardo Paes Mamede é co-autor de diversas canções e nessa condição participou no II Festival da Canção dos Países da CEE (Grécia, 1992) – com Terra à Vista (int. Paula Fonseca), que se classificou em primeiro lugar e figura na antologia 100 Canções Portuguesas (ed. SPA, 1996) - e no XXXV Festival Internacional da Canção de Viña del Mar (Chile, 1994) - com Sabor de Mar (int. Tó Leal).
Publicou diversos livros de reportagens: As Voltas de um Andarilho (reportagem biográfica sobre José Afonso, 1999), Bocas de Cena (colectânea de entrevistas, 2003), Carlos do Carmo, do Fado e do Mundo (entrevista, 2003), Contas à Vida – Histórias do tempo que passa (vinte entrevistas a propósito do 30º aniversário da Revolução dos Cravos, 2005) e A Utopia Segundo Che Guevara (reportagem biográfica sobre Ernesto Che Guevara, 2005). Uma nova edição, corrigida e aumentada, de As Voltas de um Andarilho foi publicada em 2009 pela Assírio & Alvim.
Integrou o Gabinete de Apoio aos Provedores do Serviço Público de Rádio e Televisão entre 2006 e 2021. Na RTP, foi também, em anos recentes, co-autor da série Estranha Forma de Vida, de Jaime Fernandes.. Na Antena 1, entre outros programas, foi autor, juntamente com António Macedo, da rubrica Os Dias Cantados, transmitida pela Antena 1 para assinalar os 40 anos da Revolução dos Cravos e da rubrica diária Praça da Europa, que apresentou com Augusto Fernandes.
Colabora ou colaborou em diversas publicações, tais como as revistas Autores e Zoot, os semanários Jornal do Fundão e Diário do Alentejo e ou o diário Público.

## Principais livros
Entre suas as obras encontram-se: 
- Margem Para Dúvidas (poesia), 1998
- As Voltas de um Andarilho (reportagem biográfica), 1999; nova edição em 2009
- Bocas de Cena (entrevistas), 2003
- Carlos do Carmo, do Fado e do Mundo (entrevista), 2003
- Contas à Vida - Histórias do Tempo que Passa (entrevistas), 2005
- A Utopia segundo Che Guevara (reportagem biográfica), 2005[10]